# Coupe d'Allemagne féminine de football 2014-2015
Navigation
Édition précédente Édition suivante
Le DFB-Pokal Frauen 2014-2015 est la 35e édition de la Coupe d'Allemagne féminine.
Il s'agit d'une compétition à élimination directe ouverte aux clubs évoluant cette saison ou ayant évolué la saison passée en Frauen-Bundesliga ou 2. Frauen-Bundesliga ainsi qu'aux vainqueurs de coupes régionales de la saison précédente. Elle est organisée par la Fédération allemande de football (DFB).
La finale a lieu le 1er mai 2015 au RheinEnergieStadion à Cologne. Elle est remportée par le VfL Wolfsbourg sur le score de trois buts à zéro face au FFC Turbine Potsdam.

## Calendrier de la compétition
| Tour                                                                        | Nom                 | Dates retenues    | Équipes participantes | Équipes restantes |
| --------------------------------------------------------------------------- | ------------------- | ----------------- | --------------------- | ----------------- |
| 1                                                                           | Premier tour        | 24 août 2014      | 48                    | 32                |
| (entrée en lice des huit meilleures équipes de Frauen-Bundesliga 2013-2014) |                     |                   |                       |                   |
| 2                                                                           | Seizièmes de finale | 27 septembre 2014 | 32                    | 16                |
| 3                                                                           | Huitièmes de finale | 1er novembre 2014 | 16                    | 8                 |
| 4                                                                           | Quarts de finale    | 20 décembre 2014  | 8                     | 4                 |
| 5                                                                           | Demi-finales        | 1er avril 2015    | 4                     | 2                 |
| 6                                                                           | Finale              | 1er mai 2015      | 2                     | 1                 |

## Premier tour
| Date       | Club (division)                          | Score      | Club (division)                                  |
| ---------- | ---------------------------------------- | ---------- | ------------------------------------------------ |
| 23/08/2014 | SV Henstedt-Ulzburg (Coupe régionale)    | 3-4        | FC Lokomotive Leipzig (2. Frauen-Bundesliga)     |
| 23/08/2014 | TSV Schott Mainz (Coupe régionale)       | 7-1        | VfL Sindelfingen (2. Frauen-Bundesliga)          |
| 23/08/2014 | GSV Moers (Coupe régionale)              | 1-2        | Magdeburger FFC (en) (2. Frauen-Bundesliga)      |
| 23/08/2014 | Blau-Weiß Beelitz (Coupe régionale)      | 0-8        | FSV Gütersloh (2. Frauen-Bundesliga)             |
| 23/08/2014 | SV Union Meppen (Coupe régionale)        | 0-5        | FC Lübars (de) (2. Frauen-Bundesliga)            |
| 23/08/2014 | LFC Berlin (Regionalliga)                | 3-1        | SV Meppen (2. Frauen-Bundesliga)                 |
| 23/08/2014 | Hallescher FC (Coupe régionale)          | 0-5        | Werder Brême (2. Frauen-Bundesliga)              |
| 23/08/2014 | FFV Erfurt (Coupe régionale)             | 0-2        | FC Cologne (2. Frauen-Bundesliga)                |
| 23/08/2014 | Hegauer FV (Coupe régionale)             | 3-1        | Alemannia Aix-la-Chapelle (2. Frauen-Bundesliga) |
| 23/08/2014 | FC Erzgebirge Aue (Coupe régionale)      | 0-6        | TSG Hoffenheim (1. Frauen-Bundesliga)            |
| 23/08/2014 | Germania Hauenhorst (Coupe régionale)    | 1-0        | 1. FC Union Berlin (2. Frauen-Bundesliga)        |
| 23/08/2014 | Blau-Weiß Hohen Neuendorf (Regionalliga) | 0-5        | MSV Duisbourg (1. Frauen-Bundesliga)             |
| 23/08/2014 | FSV 02 Schwerin (Coupe régionale)        | 0-6        | BV Cloppenburg (de) (2. Frauen-Bundesliga)       |
| 23/08/2014 | SV Blau Weiss Berlin (Coupe régionale)   | 1-5        | Holstein Kiel (de) (2. Frauen-Bundesliga)        |
| 23/08/2014 | ATS Buntentor (Coupe régionale)          | 0-13       | VfL Bochum (2. Frauen-Bundesliga)                |
| 23/08/2014 | Hambourg SV (Coupe régionale)            | 2-5        | HSV Borussia Friedenstal (1. Frauen-Bundesliga)  |
| 23/08/2014 | SpVgg Rommelshausen (Coupe régionale)    | 0-3        | FFC Montabaur (2. Frauen-Bundesliga)             |
| 23/08/2014 | SG 99 Andernach (Coupe régionale)        | 3-2 (a.p.) | SV Weinberg (2. Frauen-Bundesliga)               |
| 23/08/2014 | TuS Wörrstadt (Regionalliga)             | 0-5        | ETSV Würzburg (2. Frauen-Bundesliga)             |
| 23/08/2014 | ASV Hagsfeld (Coupe régionale)           | 1-4        | TSV Crailsheim (2. Frauen-Bundesliga)            |
| 23/08/2014 | TSV Jahn Calden (Coupe régionale)        | 2-4        | FC Sarrebruck (2. Frauen-Bundesliga)             |
| 23/08/2014 | FC Nuremberg (Coupe régionale)           | 0-9        | SC Sand (1. Frauen-Bundesliga)                   |
| 23/08/2014 | FFC Bergisch Gladbach (Coupe régionale)  | 2-1        | FC Riegelsberg (Coupe régionale)                 |
| 23/08/2014 | SC Bad Neuenahr (Regionalliga)           | 0-5        | FFC Niederkirchen (2. Frauen-Bundesliga)         |

## Seizièmes de finale
| Date       | Club (division)                              | Score      | Club (division)                                 |
| ---------- | -------------------------------------------- | ---------- | ----------------------------------------------- |
| 27/09/2014 | Germania Hauenhorst (Coupe régionale)        | 0-8        | FFC Turbine Potsdam (1. Frauen-Bundesliga)      |
| 27/09/2014 | FC Lokomotive Leipzig (2. Frauen-Bundesliga) | 2-3 (a.p.) | MSV Duisbourg (1. Frauen-Bundesliga)            |
| 27/09/2014 | Holstein Kiel (de) (2. Frauen-Bundesliga)    | 1-5        | VfL Wolfsbourg (1. Frauen-Bundesliga)           |
| 27/09/2014 | LFC Berlin (Regionalliga)                    | 1-5        | HSV Borussia Friedenstal (1. Frauen-Bundesliga) |
| 27/09/2014 | Hegauer FV (Coupe régionale)                 | 0-6        | Bayer Leverkusen (1. Frauen-Bundesliga)         |
| 27/09/2014 | TSV Schott Mainz (Coupe régionale)           | 1-9        | Bayern Munich (1. Frauen-Bundesliga)            |
| 27/09/2014 | Werder Brême (2. Frauen-Bundesliga)          | 1-5        | SG Essen-Schönebeck (1. Frauen-Bundesliga)      |
| 27/09/2014 | FSV Gütersloh (2. Frauen-Bundesliga)         | 9-1        | Magdeburger FFC (en) (2. Frauen-Bundesliga)     |
| 27/09/2014 | SC Sand (1. Frauen-Bundesliga)               | 6-0        | ETSV Würzburg (2. Frauen-Bundesliga)            |
| 27/09/2014 | SG 99 Andernach (Coupe régionale)            | 1-15       | FFC Francfort (1. Frauen-Bundesliga)            |
| 27/09/2014 | TSV Crailsheim (2. Frauen-Bundesliga)        | 2-0        | FFC Montabaur (2. Frauen-Bundesliga)            |
| 27/09/2014 | SC Fribourg (1. Frauen-Bundesliga)           | 2-0        | TSG Hoffenheim (1. Frauen-Bundesliga)           |
| 27/09/2014 | FC Sarrebruck (2. Frauen-Bundesliga)         | 1-3        | FFC Niederkirchen (2. Frauen-Bundesliga)        |
| 27/09/2014 | FC Lübars (de) (2. Frauen-Bundesliga)        | 0-1        | FF USV Iéna (1. Frauen-Bundesliga)              |
| 27/09/2014 | BV Cloppenburg (de) (2. Frauen-Bundesliga)   | 3-1 (a.p.) | VfL Bochum (2. Frauen-Bundesliga)               |
| 27/09/2014 | FFC Bergisch Gladbach (Coupe régionale)      | 1-11       | FC Cologne (2. Frauen-Bundesliga)               |

## Huitièmes de finale
| Date       | Club (division)                            | Score | Club (division)                                 |
| ---------- | ------------------------------------------ | ----- | ----------------------------------------------- |
| 01/11/2014 | FFC Niederkirchen (2. Frauen-Bundesliga)   | 0-6   | SC Fribourg (1. Frauen-Bundesliga)              |
| 01/11/2014 | TSV Crailsheim (2. Frauen-Bundesliga)      | 0-3   | FC Cologne (2. Frauen-Bundesliga)               |
| 01/11/2014 | SC Sand (1. Frauen-Bundesliga)             | 2-0   | MSV Duisbourg (1. Frauen-Bundesliga)            |
| 01/11/2014 | FF USV Iéna (1. Frauen-Bundesliga)         | 0-1   | Bayern Munich (1. Frauen-Bundesliga)            |
| 01/11/2014 | SG Essen-Schönebeck (1. Frauen-Bundesliga) | 0-1   | FSV Gütersloh (2. Frauen-Bundesliga)            |
| 01/11/2014 | FFC Turbine Potsdam (1. Frauen-Bundesliga) | 4-0   | HSV Borussia Friedenstal (1. Frauen-Bundesliga) |
| 01/11/2014 | Bayer Leverkusen (1. Frauen-Bundesliga)    | 0-3   | FFC Francfort (1. Frauen-Bundesliga)            |
| 01/11/2014 | VfL Wolfsbourg (1. Frauen-Bundesliga)      | 8-0   | BV Cloppenburg (de) (2. Frauen-Bundesliga)      |

## Quarts de finale
| Date       | Club (division)                       | Score      | Club (division)                            |
| ---------- | ------------------------------------- | ---------- | ------------------------------------------ |
| 20/12/2014 | VfL Wolfsbourg (1. Frauen-Bundesliga) | 2-1 (a.p.) | SC Sand (1. Frauen-Bundesliga)             |
| 20/12/2014 | FC Cologne (2. Frauen-Bundesliga)     | 0-3        | FFC Turbine Potsdam (1. Frauen-Bundesliga) |
| 20/12/2014 | FFC Francfort (1. Frauen-Bundesliga)  | 3-1        | Bayern Munich (1. Frauen-Bundesliga)       |
| 20/12/2014 | SC Fribourg (1. Frauen-Bundesliga)    | 7-3 (a.p.) | FSV Gütersloh (2. Frauen-Bundesliga)       |

## Demi-finales
| Date       | Club (division)                      | Score      | Club (division)                            |
| ---------- | ------------------------------------ | ---------- | ------------------------------------------ |
| 01/04/2015 | FFC Francfort (1. Frauen-Bundesliga) | 1-2        | FFC Turbine Potsdam (1. Frauen-Bundesliga) |
| 01/04/2015 | SC Fribourg (1. Frauen-Bundesliga)   | 2-4 (a.p.) | VfL Wolfsbourg (1. Frauen-Bundesliga)      |

## Finale
| 1er mai 2015 | FFC Turbine Potsdam | 0-3   | VfL Wolfsbourg                                               | RheinEnergieStadion, Cologne |  |
|              |                     | (0-1) | 13e Martina Müller · 61e Martina Müller · 71e Alexandra Popp |                              |  |
|              | Rapport             |       |                                                              |                              |  |